# Среднекаларская впадина
Среднекаларская впадина — впадина в северной части Забайкальского края России.

## Расположение
Среднекаларская впадина расположена в среднем течении реки Калар, между Каларским хребтом (с северо-запада) и хребтом Янкан (с юго-востока). Впадина начинается на юго-западе, от устья реки Капчан и протягивается на 40 км в северо-восточном направлении до устья реки Бирамиян. Максимальная ширина впадины достигает 5 км. Днище впадины расположено высоте от 720 до 790 м.

## Геология
Впадина сложена осадочными (с бурыми и каменными углями) и базальтоидными формациями верхнеюрского возраста. Сверху эти формации перекрыты кайнозойскими континентальными отложениями сравнительно небольшой мощности. Заложение впадины произошло в верхнеюрское время, дальнейшее формирование шло в неоген-четвертичное и продолжается в настоящее время.
Сочленение бортов впадины со склонами окружающих хребтов довольно крутое. Преобладающие типы ландшафта — редколесья (местами заболоченные), приречные луга, переходящие вверх по склонам в горную тайгу.